# Matthias Mayer
Matthias Mayer (* 9. června 1990 Afritz am See) je rakouský alpský lyžař, který se věnuje především sjezdu a superobřímu slalomu (super G). Z obou těchto disciplín má zlatou olympijskou medaili, sjezd vyhrál na hrách v Soči roku 2014, super obří slalom na hrách v Pchjongčchangu v roce 2018. Jeho nejlepším výsledkem na mistrovství světa bylo 4. místo v super G. Ve Světovém poháru byl druhý ve sjezdu v sezóně 2020–21, navíc třikrát třetí v superobřím slalomu, jednou třetí ve sjezdu a jednou třetí v kombinaci. Jeho nejlepší celkové umístění za všechny disciplíny je 4. místo ze sezóny 2019–20. Ke konci roku 2021 má na svém kontě jedenáct vyhraných závodů Světového poháru.
Jeho otec Helmut Mayer byl rovněž alpský lyžař a stříbrný olympijský medailista z olympiády v Calgary roku 1988.